# Janovice nad Úhlavou
Janovice nad Úhlavou (německy Janowitz an der Angel) je město v okrese Klatovy v Plzeňském kraji, osm kilometrů jihozápadně od Klatov. Žije zde přibližně 2 500 obyvatel. Město leží na jižním okraji Švihovské vrchoviny (podcelek Klatovská kotlina, okrsek Janovický úval) při ústí potoka Jelenky do řeky Úhlavy.

## Historie
Obec vznikla pravděpodobně mnohem dříve, než v roce 1290, kdy se uvádí první písemná zmínka o tom, že ves držel Jan, první známý příslušník rodu Janovských. Byla založena v blízkosti brodu na řece Úhlavě a důležité zemské stezky, která spojovala Bavorsko a české vnitrozemí. Ve druhé polovině 13. století byl postaven raně gotický kostel a hrad, z kterého pocházel rod Janovských z Janovic.[zdroj⁠?!] Roku 1356 byly Janovice poprvé označeny jako městečko. Po smrti Jana se město stalo majetkem krále Jana Lucemburského, který ho v roce 1327 prodal Petrovi z Rožmberka, v roce 1334 připadlo opět Janu Lucemburskému, který ho předal zpět rodu Janovských. Držitelem byl nejprve Bohuslav z Janovic, poté Racek z Janovic. V roce 1376 zdědili janovický statek jeho synové Jan a Smil. Po rozdělení majetku zůstaly Janovice Janovi, který je měl v držení se svými syny Vilémem, Bavorem, Janem a Oldřichem.
V roce 1419 získal hrad s městečkem Oldřich, který majetek zapsal jako věno své manželce Jitce. Po jeho smrti v roce 1464 přešel majetek na manželku Jitku a děti Oldřicha, Bavora a Annu. Janovice pak vlastnil Oldřich a po jeho smrti přešly na syny Jindřicha a Heřmana. Po smrti Jindřicha v roce 1483 získal Heřman celé Janovice. Heřman vedl pomezní válku s Bavory, kterou ukončil až v roce 1511 smírem s králem Vladislavem Jagellonským.. Ten mu dal právo vybírat clo a povolil v městečku jednou týdně trh a dvakrát za rok výroční trhy. Heřman z Janovic i potom pokračoval v loupežích, proto jeho hrad obléhali nejprve Bavoři a poté s královským vojskem Zdeněk Lev z Rožmitálu, který hrad dobyl. Heřman uprchl a skrýval se v Bavorsku.
Podle Ferdinanda Vaňka a Karla Hostaše se ve dvoře domu čp. 80 nacházely koncem 19. století zbytky městských hradeb. Na případné opevnění by mohly odkazovat názvy ulic V Bráně a Příkopy nebo sevřený a jasně vymezený půdorys městských bloků na plánu stabilního katastru, ale existenci hradeb nelze prokázat. Plán městečka z roku 1727 nezobrazuje opevnění ani brány.
Není známo, jakým způsobem získal městečko s hradem Petr Suda z Řeneč, který je v této souvislosti uváděn v roce 1516. Petr Suda z Řeneč udělal z hradu útočiště pro loupeže. V roce 1520 oblehla a poté hrad dobyla vojska měst Klatovy, Plzeň a Stříbro s pomocí vojska pražských měst. Petr Suda uprchl a požádal krále Ludvíka Jagellonského o náhradu za janovický statek, kterou v roce 1523 dostal. V roce 1524 získal Janovice zpět Heřman z Janovic.
Po jeho smrti drželi Janovice společně jeho synové Jiří a Jindřich, potom syn Jiřího Jan Jindřich a v roce 1638 převzali Janovice synové Jana Jindřicha Jiří Gotthard a Oldřich Vilém. Po smrti bratra připadly celé Jiřímu Gotthardovi. V té době byl už hrad zchátralý a statek zadlužen, proto ho Jiří Gotthard prodal. Janovičtí tak opustili rodový statek po 400 letech. V roce 1674 koupil Janovice pražský arcibiskup Matyáš Ferdinand Sobek z Bilenberka. Dalšími majiteli byl Jan Bedřich z Valdštejna, Vilém Albrecht Krakovský z Kolovrat, od roku 1757 Karel Josef, říšský hrabě z Palmu, 1770 Karel Josef Palm a od roku 1839 Karel Antonín Bedřich Hohenzollern. K panství tohoto rodu patřily Janovice až do 20. století.
- 1837 - vyhořela radnice, přitom bylo zničeno množství vzácných spisů
- 1869 - založen první poštovní úřad v domě čp. 78
- 1873–1877 - vybudována železniční trať Plzeň - Klatovy - Železná Ruda. Vzniklo i nádraží v Janovicích
- 1874 - založen Sbor dobrovolných hasičů
- 1887 - založena četnická stanice
- 1893 - postaven most přes Úhlavu a Jelenku
- 1894 - založen Spořitelní a záložní spolek, pozdější Kampelička
- 1898 - založena jednota sokolská
- 1901 - provedena regulace potoka Jelenka
- 1905 - začala elektrifikace města poté, co postavilo Hospodářské strojní družstvo vodní elektrárnu
- 1924 - postavena sokolovna
- 1938 - po záboru československého pohraničí byla nová hranice vzdálena od Janovic 1 kilometr
- 1950 - na podzim se u města usadila první stálá vojenská posádka
- 1951 - začala výstavba janovických kasáren
- 1954 - do nových kasáren se nastěhovala vojenská posádka
- 1955 - dokončena stavba vodovodu
- 1955 - začalo se stavět sídliště pro vojáky z povolání a jejich rodiny, v roce 1959 byla zahájena druhá etapa výstavby vojenského sídliště
- 1960 - sloučení obcí Veselí, Spůle, Rohozno, Hvízdalka a Ondřejovice pod Janovice nad Úhlavou
- 1966 - výstavba nového letního kina s kapacitou 1 200 míst
- 1980 - Janovice byly střediskovou obcí, pod kterou patřilo 21 spádových obcí: Hvízdalka, Ondřejovice, Rohozno, Spůli, Plešiny, Veselí, Petrovice nad Úhlavou, Běhařov, Dubová Lhota, Úborsko, Dolní Lhota, Novákovice, Lomec, Vacovy, Týnec, Horní Lhota, Javor, Klenová, Loreta, Loučany a Rozpáralka
- 1990 - osamostatnily se některé obce, které spadaly pod Janovice, byla obnovena činnost Junáka
- 1991 - 11. května přijela do města na oslavy výročí osvobození americkou armádou delegace v čele s velvyslankyní USA Shirley Temple-Blackovou; osamostatnily se obce Lomec a Novákovice
- 1992 - do provozu uvedeno nové autobusové nádraží
- 2004 - opustila město armáda, areál kasáren o rozloze 45 hektarů byl využit jako rozvojová zóna[6]

## Obecní správa

### Části města
- Janovice nad Úhlavou
- Dolní Lhota
- Dubová Lhota
- Hvízdalka
- Ondřejovice
- Petrovice nad Úhlavou
- Plešiny
- Rohozno
- Spůle
- Vacovy
- Veselí

Od 1. ledna 1980 do 23. listopadu 1990 k městu patřily i Běhařov, Horní Lhota, Loreta, Loučany, Rozpáralka a Úborsko a od 1. ledna 1980 do 31. prosince 1991 také Novákovice.

### Zastupitelstvo a starosta
Starostové:
- 1894–1919 Antonín Viták
- 1919–1923 Josef Bozděch
- 1923–1928 Václav Fiala
- 1928–1929 F. K. Pacner
- 1929–1935 Josef Kobler
- 1935–1942 Josef Bozděch
- 1942–1946 František Netal

Předsedové Místního národního výboru:
- 1946–1950 Josef Bozděch
- 1950–1953 Vojtěch Kadlec
- 1953–1954 František Janda
- 1954–1957 Jakub Vohnout
- 1957–1957 Jan Diviš
- 1957–1964 Václav Novák
- 1964–1966 Josef Kocík
- 1966–? Bartoloměj Steidl
- 1979–1990 Hynek Krátký

Starostové:
- 1990–1994 Josef Nikl
- 1994–1998 Josef Rajal
- 1998–2002 Ferdinand Pacner[6]
- od 2002 Michal Linhart

## Doprava
Město stojí u křižovatky silnic II/191 a II/171. Železniční stanice Janovice nad Úhlavou na tratích Horažďovice předměstí – Domažlice a Plzeň – Železná Ruda-Alžbětín stojí v katastrálním území Spůle.

## Pamětihodnosti
V katastru Janovic nad Úhlavou se nachází jedenáct kulturních památek:
- Zřícenina hradu, ze kterého se v přestavěné podobě zachovalo předhradí, na místě hradního jádra je nyní městský hřbitov.[8]
- Kostel svatého Jana Křtitele z druhé poloviny třináctého století[9][10]
- Židovský hřbitov má přes 250 náhrobních kamenů a památník obětem holokaustu. Nejstarší dochovaný čitelný náhrobek pochází z roku 1705.[11]
- Pomník na hrobu obětí transportu smrti[12]
- Vodní mlýn[13]
- Venkovský dům[14]
- Stará radnice
- Bývalá restaurace U Koblerů
- Sokolovna[6]

## Osobnosti
- Kryštof Harant z Polžic a Bezdružic (1564–1621), renesanční šlechtic,hudebník, spisovatel, cestovatel (Jako místo jeho narození je uváděna Klenová, ale není vyloučeno, že se narodil v Janovicích)
- Ernst Rychnowski (1879–1934), hudební spisovatel, kritik
- František Lom (1901–1985), vědec, zemědělský ekonom a vysokoškolský profesor
- Bedřich Feldman (1904–1987), lékař[15]
- Václav Kybic (1909–1988), učitel a hudebník
- Vilém Frenzl (1869– 1963), pracoval jako obvodní lékař v Janovicích[16]
- Jaroslav Švenek (1927–1994), politický vězeň
- Karel Jiřík (1930–2015), historik a archivář
- Karel Pacner (1936–2021), publicista a spisovatel
- Miroslav Pacner (1938–2015), výtvarník
- Jaroslav Bejvl (1941–2016), výtvarník a medailér

## Zajímavosti

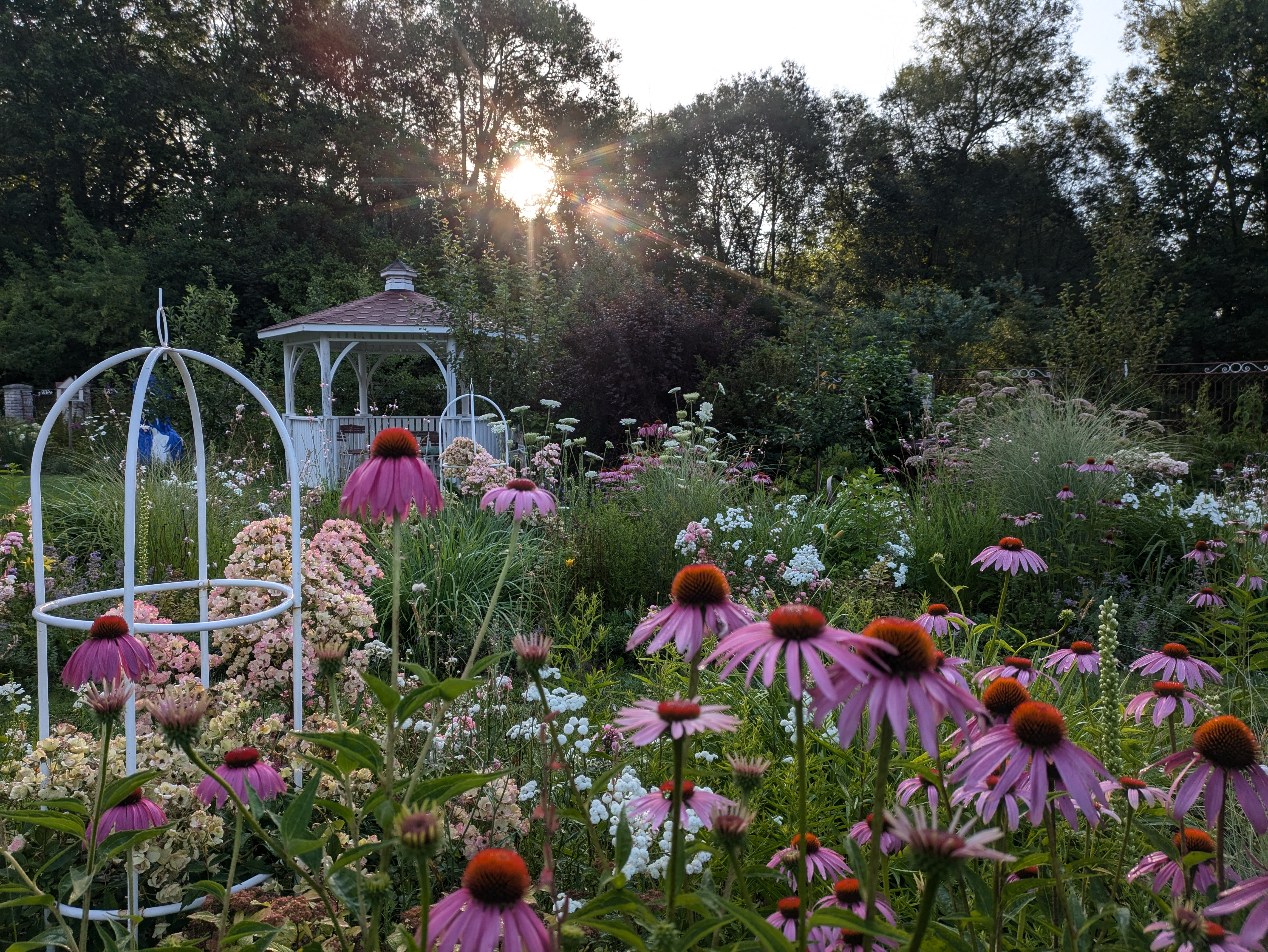
Prvorepubliková zahrada Janovice nad Úhlavou

Název města je zmíněn ve filmu Černí baroni. Právě v Janovicích totiž příslušníci Pomocných technických praporů pracovali v kamenolomu. Film byl natočen podle románu Miroslava Švandrlíka Černí baroni aneb válčili jsme za Čepičky.
Ve městě je po předchozí domluvě možné navštívit ukázkovou přírodní zahradu s názvem Prvorepubliková zahrada. Ta vzhledem a specifickým rozložením vychází z principů prvorepublikové zahradní architektury. Koresponduje tak s domem z roku 1925, ke kterému patří. 

## Galerie

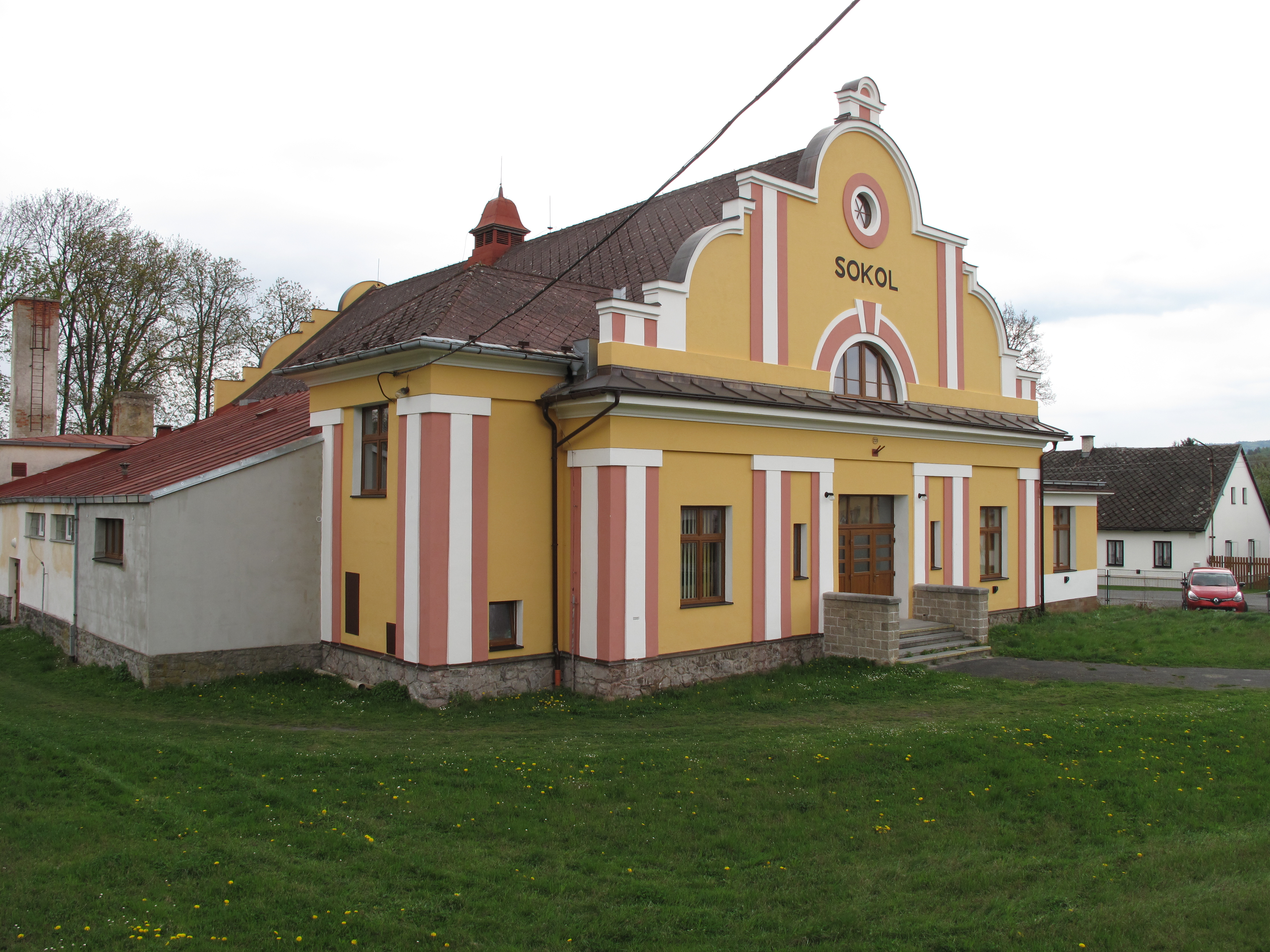
Budova Sokola
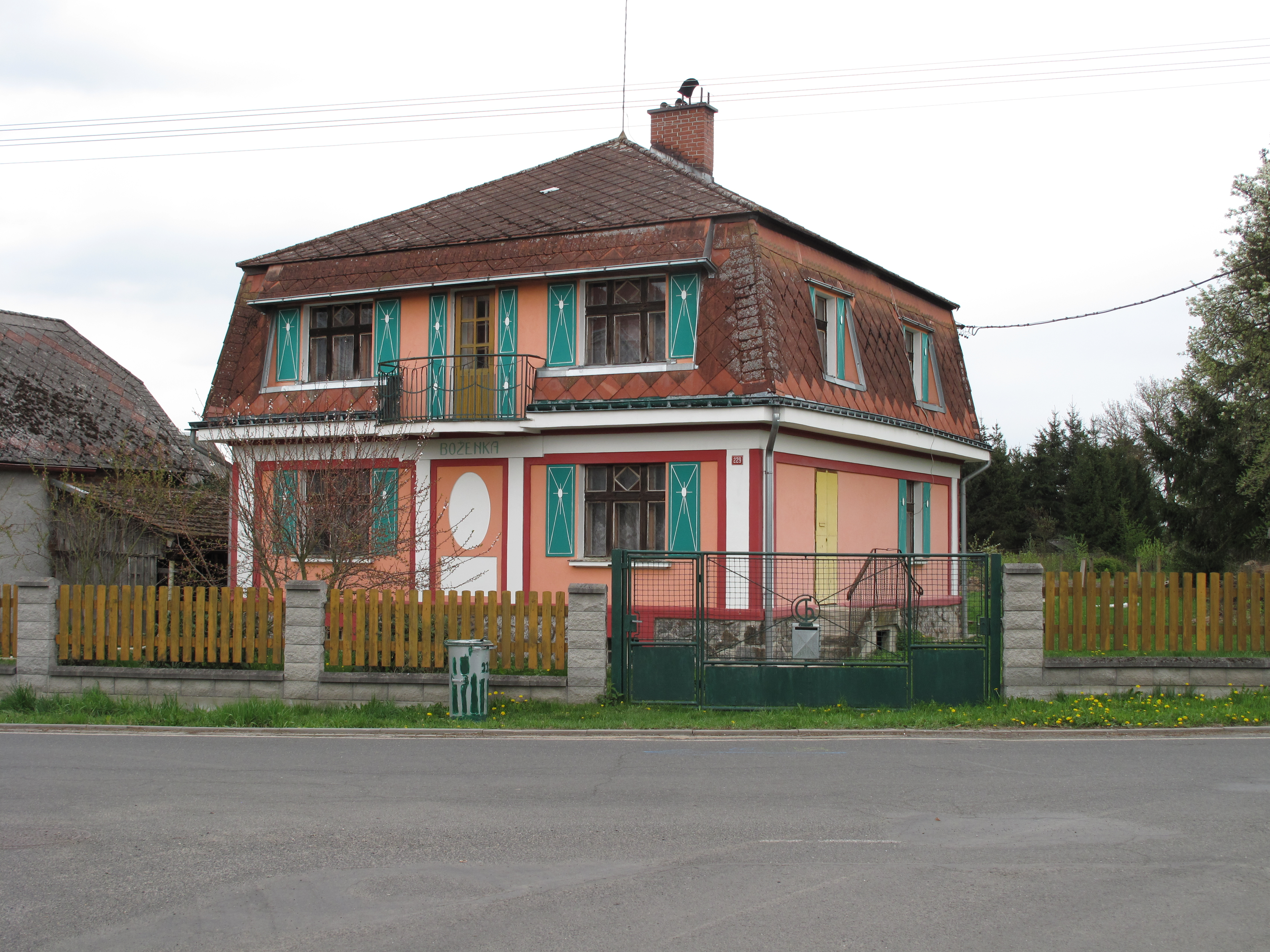
Dům Boženka
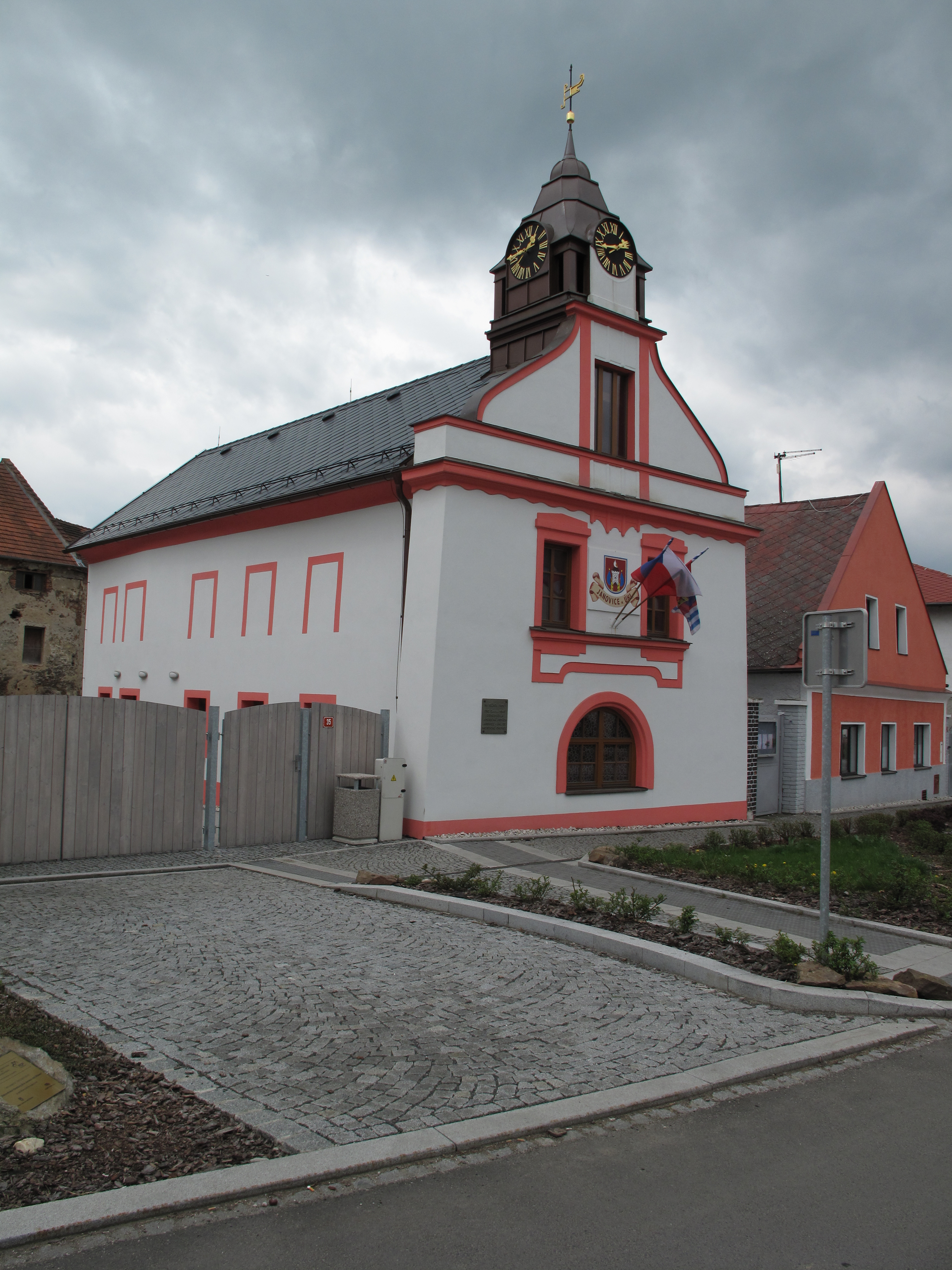
Stará radnice
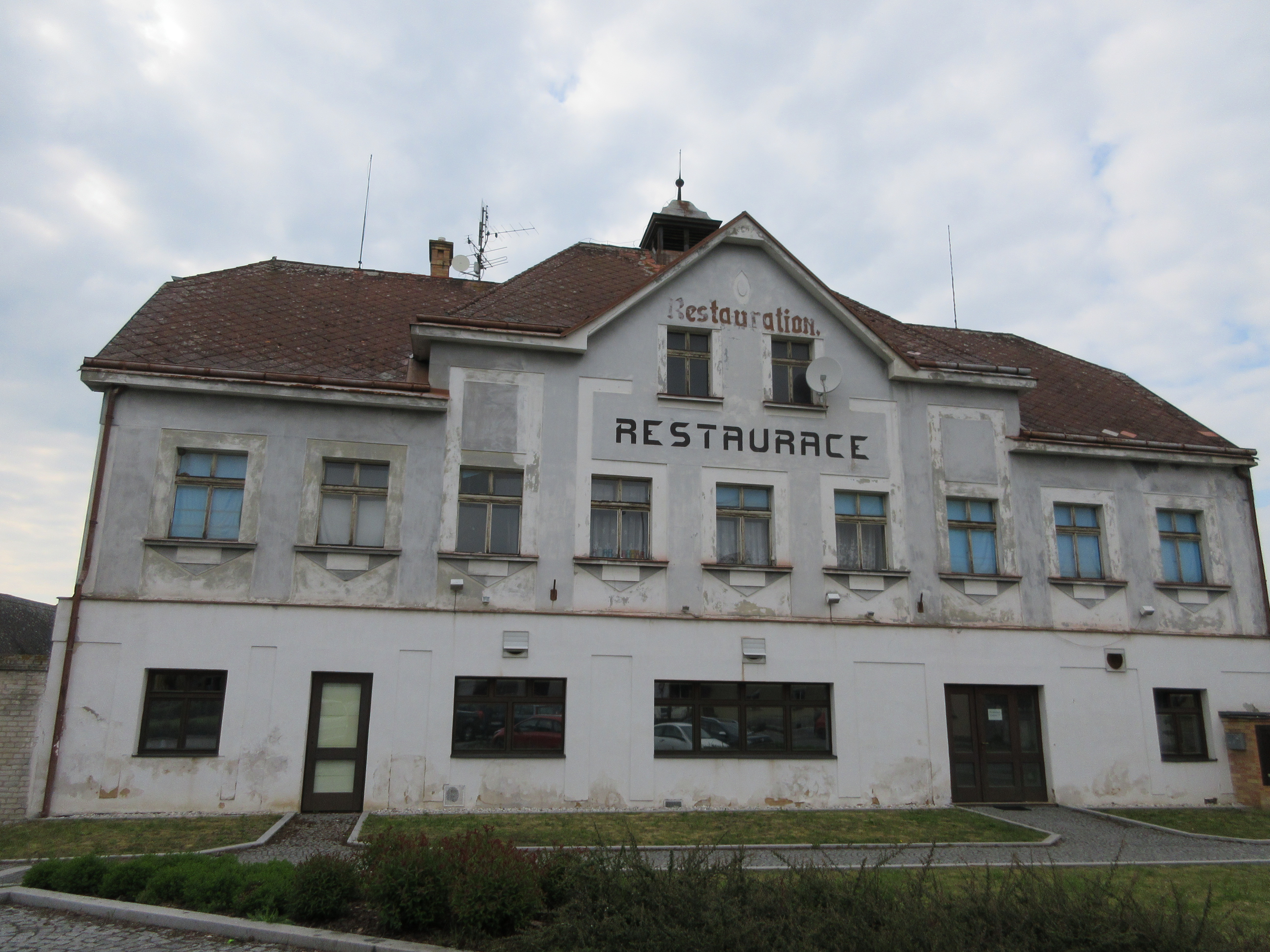
Bývalá restaurace U Koblerů
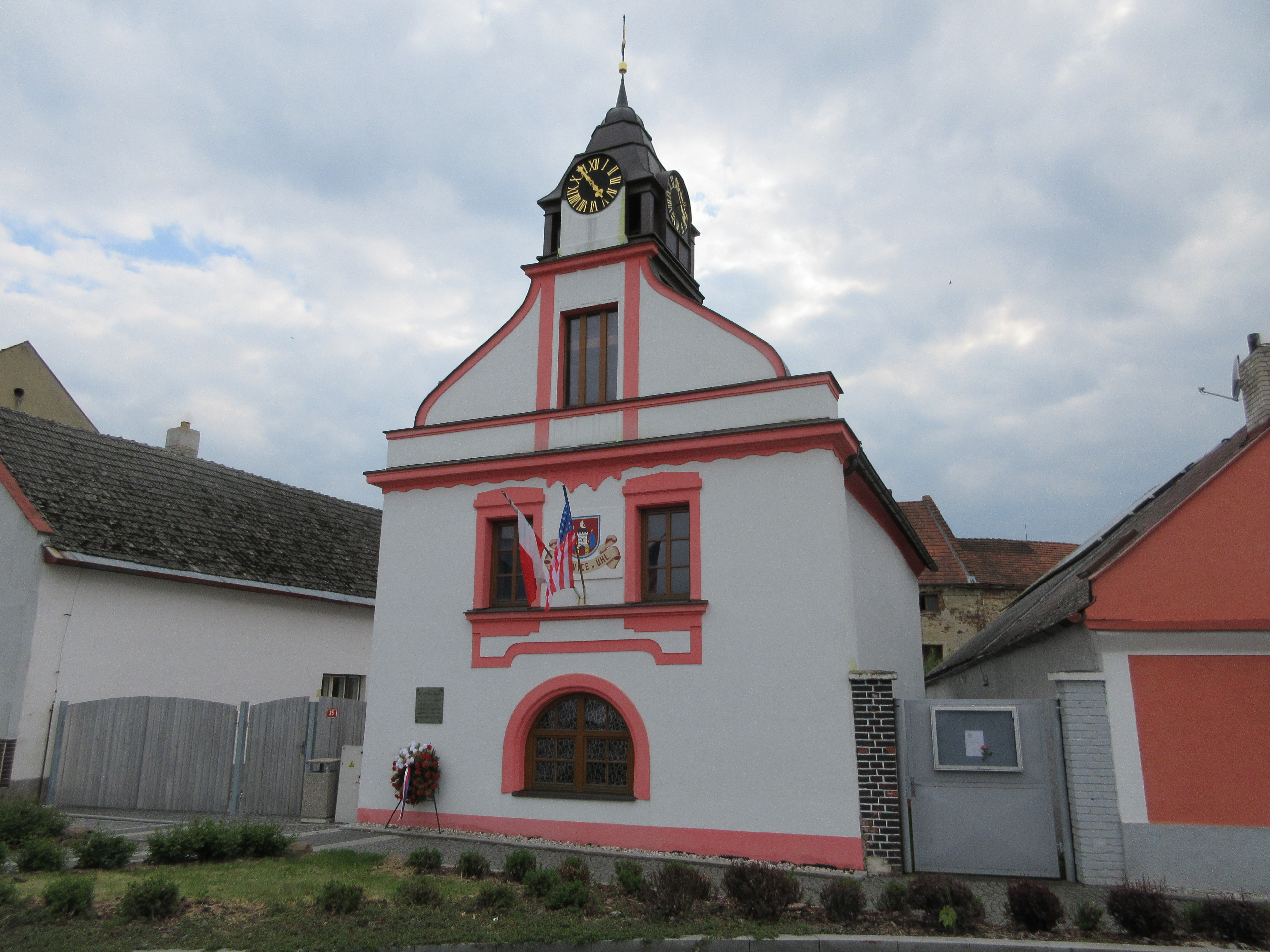
Stará radnice